# 지난 대학 (광저우시)
지난 대학(暨南大学, 영어: Jinan University)은 중화인민공화국에서 최초로 설립된 외국 거주 화교 대상의 공립 대학교이다. 1906년에 지난 학당(暨南學堂)으로 개교하였으며 1920년대 이후 국립 지난 대학을 거쳐 1958년에 현대의 중화인민공화국의 대학으로 변경되었다.

## 갤러리

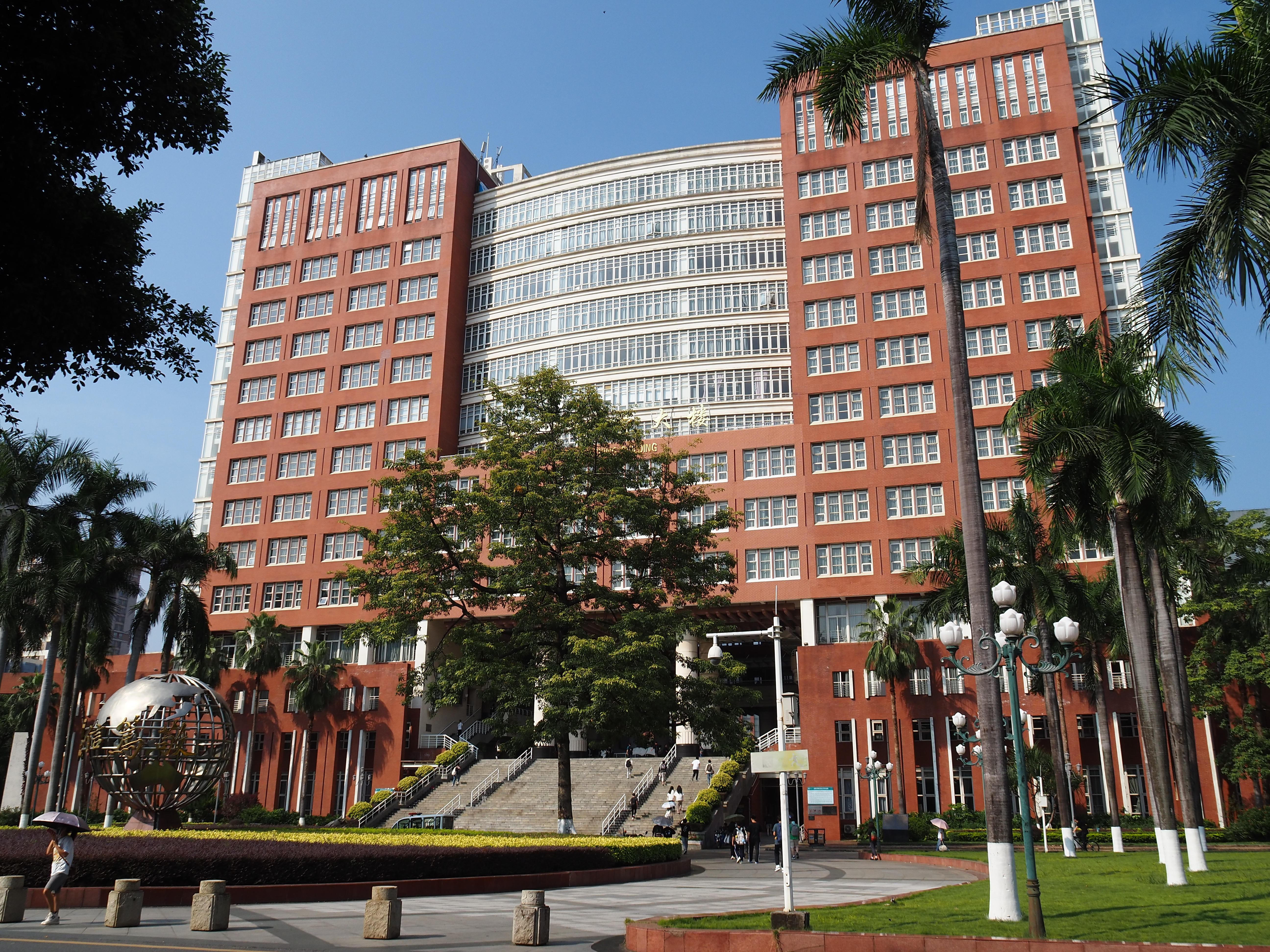
교육 건물
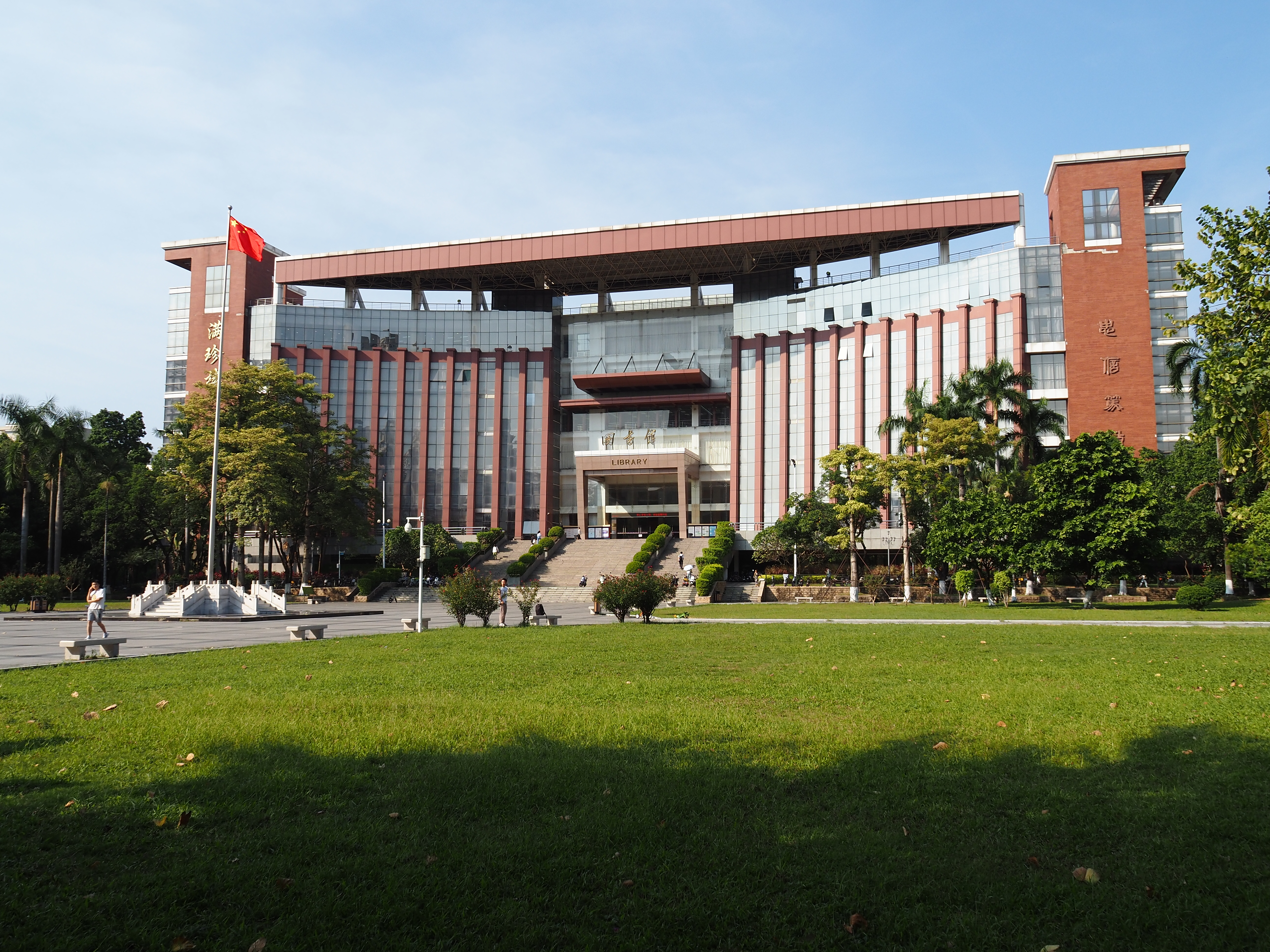
도서관